# Iwiltic
Iwiltic es una localidad del estado mexicano de Chiapas. Es parte del municipio de San Juan Cancuc.

## Demografía
| Gráfica de evolución demográfica |
|                                  |

| Censo | Población |
| ----- | --------- |
| 1990  | 460       |
| 2000  | 282       |
| 2010  | 848       |
| 2020  | 1 471     |